# Владимировка (Рыбницкий район)
Влади́мировка (рум. Vladimirovca) — село в Рыбницком районе непризнанной Приднестровской Молдавской Республики. Расположено в 22 км от Рыбницы и в 95 км от Кишинева. Входит в коммуну Попенки вместе с сёлами Зозуляны и Кирово. 
Владимировка — небольшое село среди полей и ирригационных каналов. Изначально село называлось Попенецкий хутор и Одая-Гойлов (скотный двор Гойловых). Впервые встречается на картах Одесской губернии 1920 года. В 1929 году на базе села организована коммуна Прогресс Труда. Позже село было переименовано в честь Владимира Ленина во Владимировку. 
В 1970 году в селе проживало 302 человека, в 1987 - 219 человек.